# 린위신
린위신(중국어: 林于馨, 병음: Lin, Yu-hsin, 2002년 1월 14일 ~ )은 타이완의 아이돌 가수이다. 현재 타이완의 걸 그룹 AKB48 Team TP의 일원으로 활동 중이며, 소속 팀은 Unit Sakura이다.

## 활동
2018년 2월 4일, TPE48 1기생으로 가입하였다. 8월 25일, AKB48 Team TP 1기생으로 가입하였다.
2020년 3월 7일, AKB48 Team TP의 유닛 팀 Unit Sakura의 일원이 되었다.

## 음악 작품

### AKB48 Team TP 싱글
| #   | 발매일           | 음반                                   | 참가 곡                            | 참가 명의       | MV | 각주                       |
| 1st | 2018년 12월 25일 | 《용감하게 앞으로》 (勇往直前)         | 용감하게 앞으로 (勇往直前)         |                 | ★  |                            |
| 1st | 2018년 12월 25일 | 《용감하게 앞으로》 (勇往直前)         | 벚꽃잎 (櫻花瓣)                    |                 | ★  |                            |
| 2nd | 2019년 7월 26일  | 《TTP Festival》                       | TTP Festival                       |                 | ★  | 센터                       |
| 2nd | 2019년 7월 26일  | 《TTP Festival》                       | 푸른 초원의 기적 (綠草地上的奇蹟)  |                 |    |                            |
| 3rd | 2019년 12월 25일 | 《석양을 보고 있니?》 (看見夕陽了嗎？) | 석양을 보고 있니? (看見夕陽了嗎？) |                 | ★  |                            |
| 3rd | 2019년 12월 25일 | 《석양을 보고 있니?》 (看見夕陽了嗎？) | 하트형 바이러스 (心型病毒)         |                 |    | 센터 with 츄핀한, 리지아리 |
| 4th | 2020년 9월 17일  | 《우호우호호》 (嗚吼嗚吼吼)            | 우호우호호 (嗚吼嗚吼吼)            |                 | ★  | 센터                       |
| 5th | 2021년 10월 15일 | 《1초 1초 약속해》 (一秒一秒約好)      | 1초 1초 약속해 (一秒一秒約好)      |                 | ★  | 센터                       |
| 5th | 2021년 10월 15일 | 《1초 1초 약속해》 (一秒一秒約好)      | 미래의 열매 (未來的果實)           | Unit Sakura     |    | 센터                       |
| 5th | 2021년 10월 15일 | 《1초 1초 약속해》 (一秒一秒約好)      | 기회의 순서 (心型病毒)             | 가위바위보 대회 |    |                            |